# 李泽椿
李泽椿（1935年6月1日—），江苏南京人，中国天气动力和数值预报专家、正研级高级工程师。1965年北京大学研究生毕业。南京信息工程大学和中国气象科学研究院硕士、博士生导师。1995年当选中国工程院院士。
获得1次国家科技进步一等奖、3次二等奖；2001年获何梁何利奖；2004年获中国气象局科学技术贡献奖。

## 头衔
- 国家气象中心主任
- 北京气象学会理事长
- 国务院应急办专家组成员
- 环保部两委委员
- 民政部减灾委专家组成员